# Staffan Blomstrand
Anders Staffan Blomstrand, född 3 augusti 1960 i Nässjö, död 12 februari 1999 i São Paulo, Brasilien, var en svensk friidrottare (mångkamp), tävlande för IFK Lund och Hässelby SK. Han var son till den svenska sprintern Annmarie Cederberg. Blomstrand är begravd på Dalby gamla kyrkogård i Skåne.